# Program NSDAP
Oficiální pětadvacetibodový program NSDAP pochází z roku 1920 a nese se v duchu nacionalismu, antisemitismu a antikapitalismu. Adolf Hitler se ho nikdy nedržel doslova, vyhlásil ho však za neměnný, aby zamezil vnitrostranické diskusi. Program tedy ve stejné podobě platil až do zániku strany roku 1945, třebaže zejména jeho antikapitalistická část nebyla nikdy plně realizována.

Program Německé strany práce je časovým programem. Její vůdcové odmítají po dosažení cílů, vytčených tímto programem, určovat nové cíle, a to pouze s cílem umožnit na základě uměle vystupňované nespokojenosti mas další existenci strany.
1. Požadujeme na základě práva na sebeurčení národů sjednocení všech Němců a vznik Velkého Německa.
2. Požadujeme zrovnoprávnění německého národa s ostatními národy a zrušení Versailleské a Saintgermainské mírové smlouvy.
3. Žádáme zem a půdu (kolonie) pro obživu našeho lidu a usídlení přírůstku našeho obyvatelstva.
4. Státním občanem může být pouze soukmenovec. Soukmenovec je pouze ten, který má německou krev, bez ohledu na vyznání. Žádný Žid nemůže proto být soukmenovcem.
5. Kdo není státním občanem, může žít v Německu pouze jako host a musí podléhat cizineckým zákonům.
6. Právo rozhodovat o řízení státu a jeho zákonech může příslušet pouze státním občanům. Proto žádáme, aby každý veřejný úřad, lhostejno jaký, ať již v Říši, zemi nebo obci, byl vykonáván pouze státními občany. Bojujeme proti zkorumpovanému parlamentnímu hospodářství a obsazování úřadů pouze podle potřeby stran, bez ohledu na charakter a schopnosti uchazeče.
7. Žádáme, aby se stát zavázal v první řadě, že zajistit možnosti výdělku a životní perspektivy státních občanů. Pokud není možné uživit všechny příslušníky státu, je třeba vykázat z Říše příslušníky cizích národů (ty, kteří nejsou státními občany).
8. Je třeba zabránit každé další imigraci ne-Němců. Požadujeme, aby všichni ne-Němci, kteří se přistěhovali do Německa po 2. srpnu 1914, byli ihned přinuceni opustit Říši.
9. Všichni občané státu musí mít stejná práva a povinnosti.
10. První povinností každého občana státu musí být (produktivní) duševní nebo tělesná práce. Činnost jednotlivce nesmí ohrožovat zájmy celku, ale naopak musí probíhat v rámci celku a ku prospěchu všech. Proto požadujeme:
11. Zrušení bezpracných příjmů, získaných bez vynaložení úsilí, tj. odstranění úrokové poroby.
12. S ohledem na nesmírné oběti na majetku a krvi, které požaduje každá válka na svém lidu, musí být osobní válečné obohacování označeno jako zločin proti národu. Proto požadujeme restituci válečných zisků, a to bez zůstatku.
13. Požadujeme zestátnění všech (dosud) vzniklých trustů (podniků).
14. Požadujeme rozdělení zisků velkopodniků.
15. Požadujeme vytvoření velkorysého systému péče o staré občany.
16. Požadujeme vytvoření zdravého středního stavu a jeho podporu, okamžité zespolečenštění velkých obchodních domů a jejich pronajmutí za nízké ceny malým živnostníkům, co největší zohlednění všech malých živnostníků při dodávkách státu, zemím nebo obcím.
17. Požadujeme pozemkovou reformu, přizpůsobenou našim národním potřebám, vytvoření zákona o vyvlastnění půdy pro veřejně prospěšné účely bez náhrady. Požadujeme odstranění pozemkové daně a zabránění spekulacím s půdou.
18. Požadujeme nemilosrdný boj proti těm, kteří svou činností poškozují společné zájmy. Sprosté zločince, lichváře, šmelináře a jim podobné je třeba potrestat smrtí, a to bez ohledu na jejich vyznání a rasu.
19. Žádáme, aby bylo římské právo, sloužící materialistickému světovému názoru, nahrazeno německým obecným právem.
20. Aby bylo každému schopnému a pilnému Němci umožněno dosáhnout vyššího vzdělání a tím také vedoucího postavení, musí se stát postarat o důkladné budování naší lidově-vzdělávací soustavy. Učební osnovy všech vzdělávacích zařízení je třeba přizpůsobit potřebám praktického života. Pochopení státní myšlenky je třeba podporovat již od počátku školní výchovy (v občanské výchově). Žádáme, aby bylo zvláště nadaným dětem chudých rodičů bez ohledu na jejich stav nebo postavení poskytnuto vzdělání na náklady státu.
21. Stát se musí postarat o povznesení zdraví lidu, a to ochranou matky a dítěte, zákazem práce mladistvých, zvyšováním tělesné zdatnosti na základě povinné tělesné a sportovní výchovy ze zákona, větší podporou všech spolků, které se zabývají fyzickou výchovou mládeže.
22. Požadujeme odstranění žoldnéřského vojska a vytvoření lidové armády.
23. Požadujeme uzákonění boje proti vědomým politickým lžím a jejich rozšiřování v tisku. Pro vytvoření německého tisku, požadujeme, aby:
  1. všichni spisovatelé a spolupracovníci novin, které vycházejí v německém jazyce, museli být soukmenovci,
  2. vydávání neněmeckých novin podléhalo výslovnému povolení státu. Tyto noviny nesmí být tištěny v německém jazyce,
  3. bylo ne-Němcům zákonem zakázáno finančně se podílet na vydávání německých novin nebo je ovlivňovat. Jako trest za takový přestupek požadujeme takový novinářský podnik zavřít a ne-Němce, kteří se na něm podíleli, okamžitě vykázat z Říše.

  - Noviny, které by se prohřešily proti obecnému zájmu, je třeba zakázat. Požadujeme zákonný boj proti takovému uměleckému nebo literárnímu směru, který působí na život našeho lidu rozkladným vlivem, a uzavření všech institucí, které se prohřešily proti výše uvedeným požadavkům.

24. Požadujeme svobodu všech církevních vyznání ve státě, pokud tato neohrožují jeho existenci nebo se neprohřešují proti mravnosti a morálce germánské rasy. Strana jako taková zastává stanovisko pozitivního křesťanství, ale neváže se na určité vyznání. Bojuje proti židovsko-materialistickému duchu v nás a mimo nás a je přesvědčena, že trvalé ozdravení našeho lidu se může dít pouze zevnitř na základě:
  - Všeobecný zájem stojí před zájmem jednotlivce.

25. Pro splnění všech těchto požadavků požadujeme: vytvoření silné centrální moci Říše, bezpodmínečnou autoritu politického ústředního parlamentu nad celou Říší a jejími organizacemi obecně. Vytvoření stavovských a profesních komor za účelem provádění rámcových zákonů, vydaných státem, v jednotlivých spolkových státech.

Vůdcové strany slibují, že budou bezohledně postupovat s cílem realizace předešlých bodů, v případě nutnosti i s nasazením vlastních životů.
Mnichov, dne 24. února 1920